# Meliosma
Meliosma är ett släkte av tvåhjärtbladiga växter. Meliosma ingår i familjen Sabiaceae.

## Bildgalleri

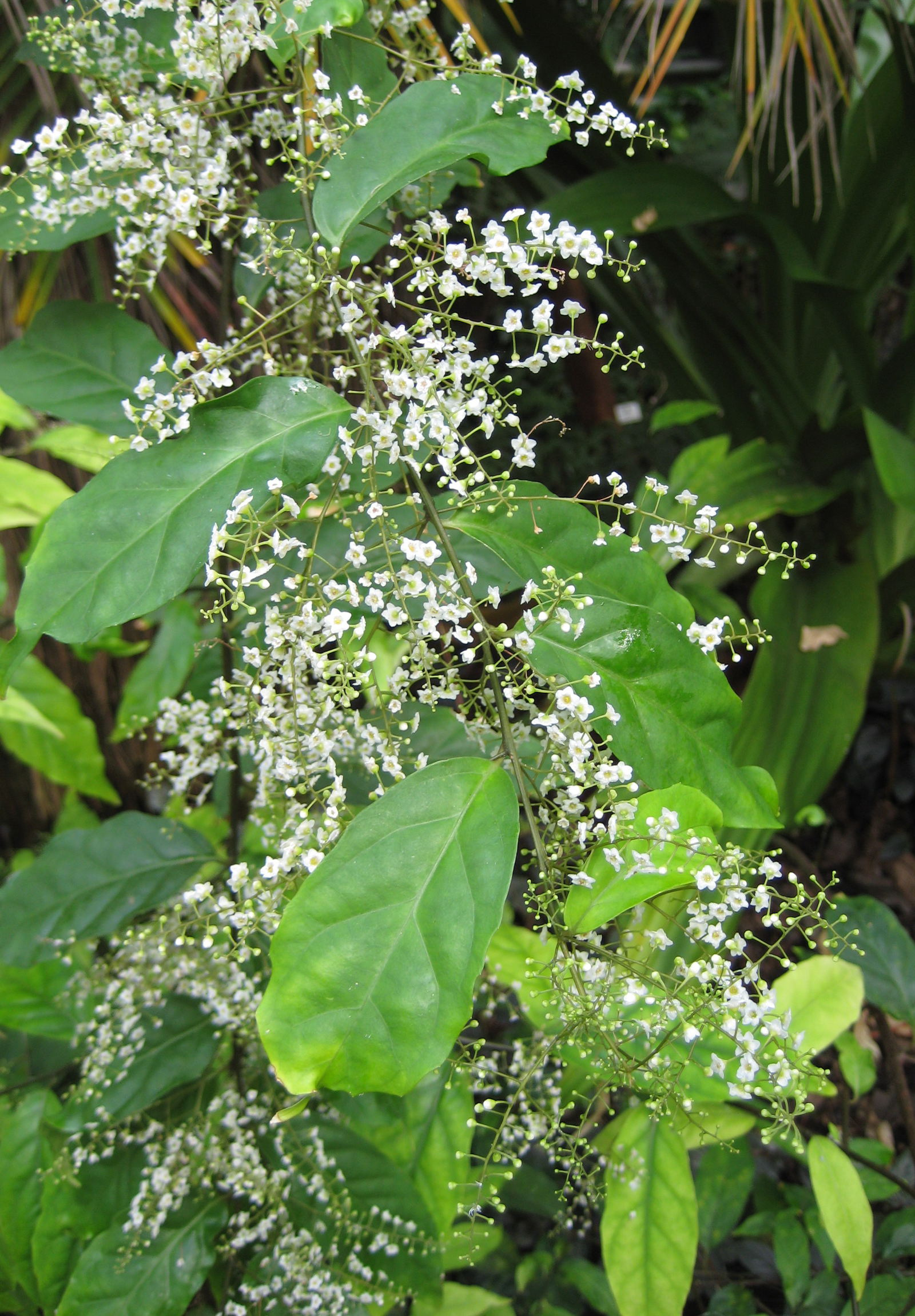
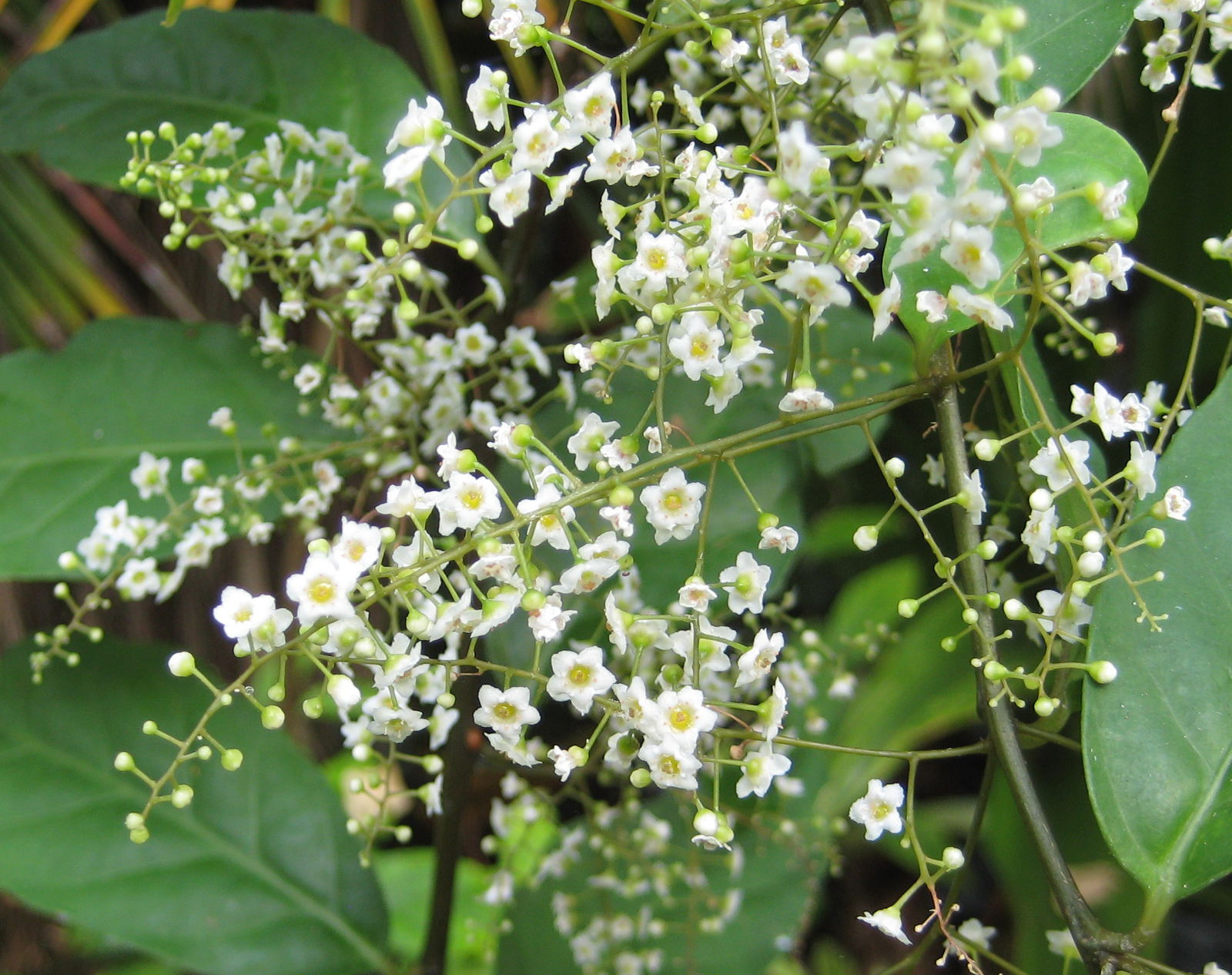
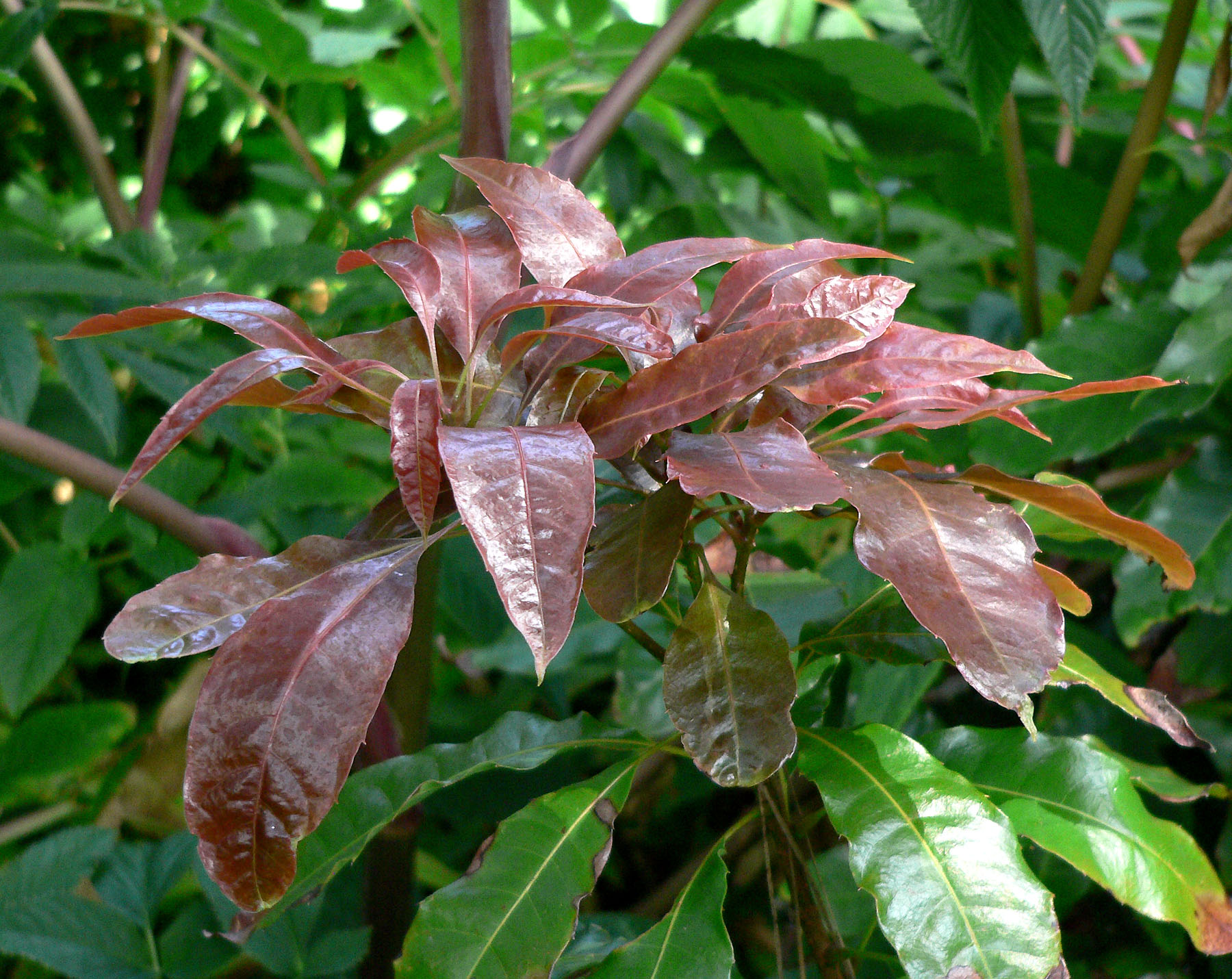
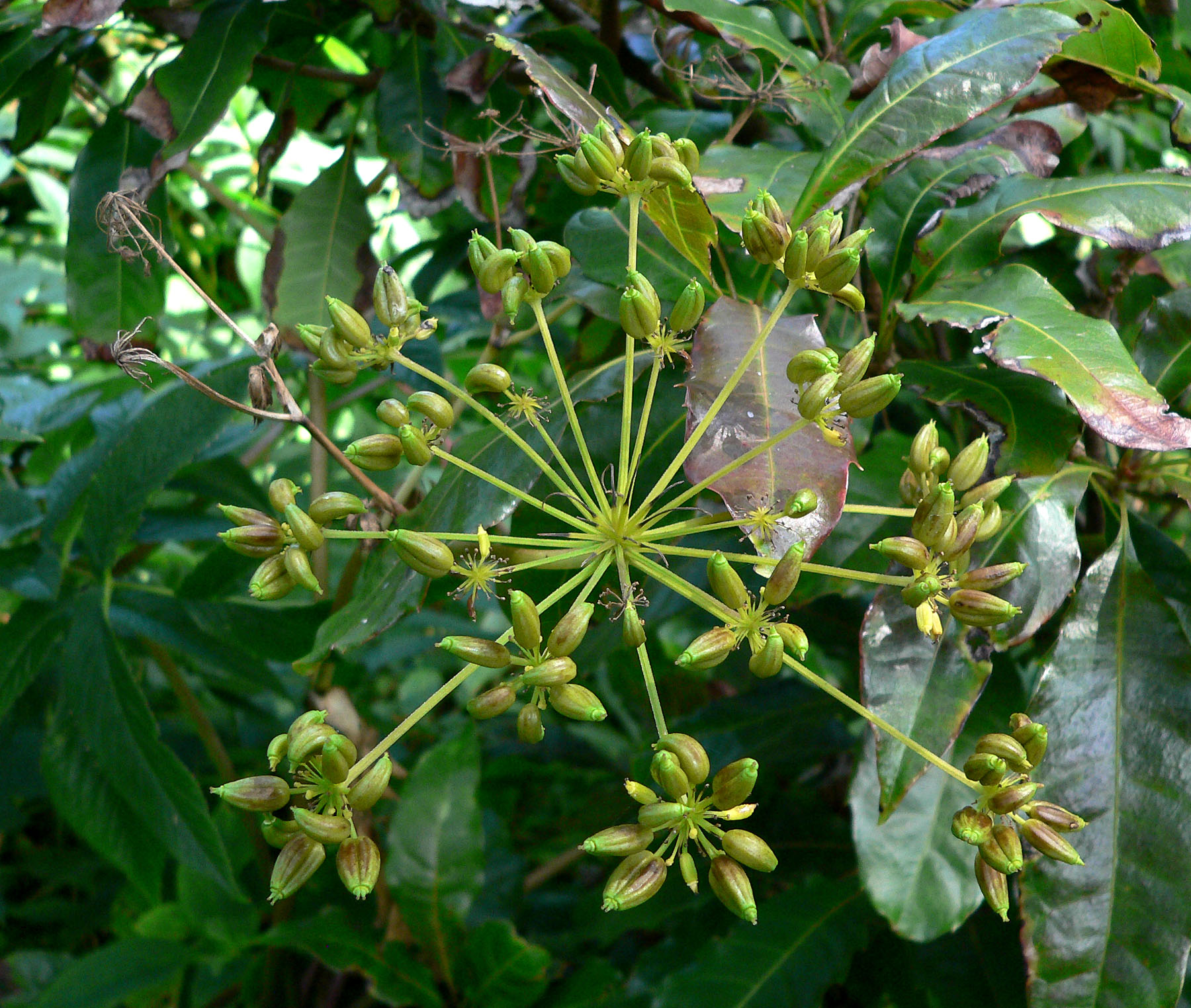
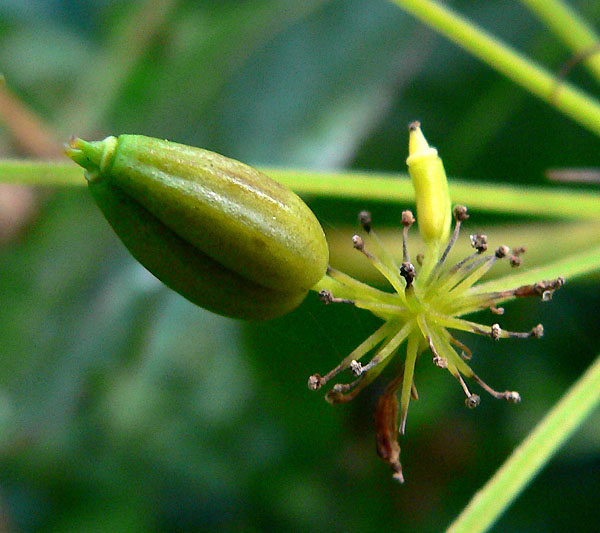
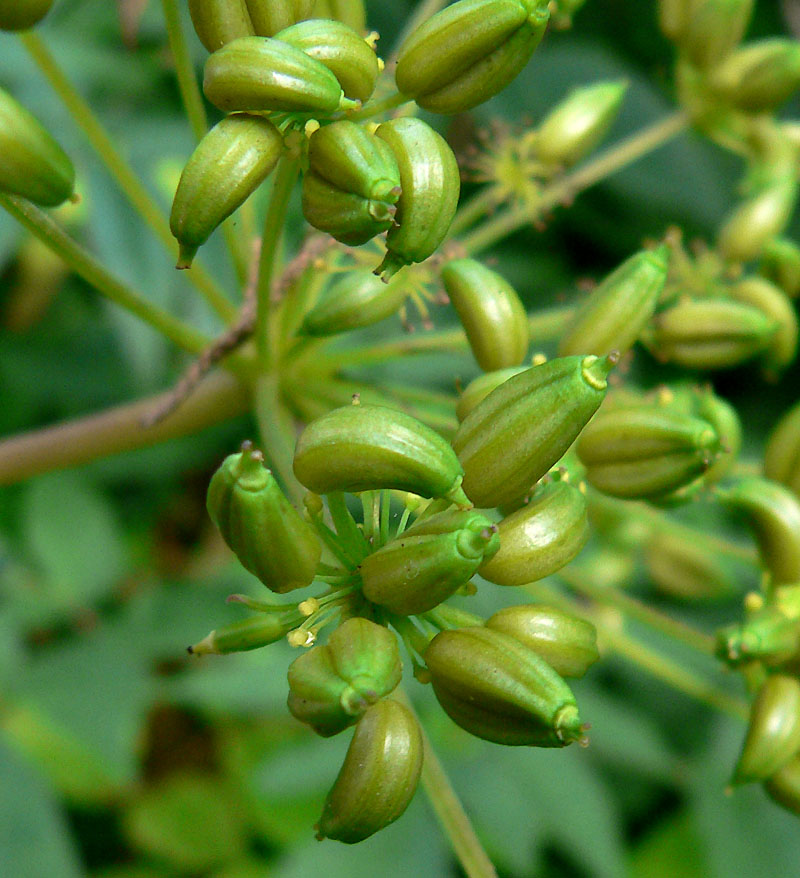

## Dottertaxa tillMeliosma, i alfabetisk ordning[1]
- Meliosma abbreviata
- Meliosma alba
- Meliosma allenii
- Meliosma andina
- Meliosma angustifolia
- Meliosma antioquiensis
- Meliosma arenosa
- Meliosma aristeguietae
- Meliosma arnottiana
- Meliosma beaniana
- Meliosma bifida
- Meliosma bogotana
- Meliosma boliviensis
- Meliosma brenesii
- Meliosma caballeroensis
- Meliosma caldasii
- Meliosma callicarpifolia
- Meliosma caucana
- Meliosma chartacea
- Meliosma chiriquensis
- Meliosma clandestina
- Meliosma colletiana
- Meliosma condorensis
- Meliosma cordata
- Meliosma corymbosa
- Meliosma cresstolina
- Meliosma cundinamarcensis
- Meliosma cuneifolia
- Meliosma dentata
- Meliosma depressiva
- Meliosma dilleniifolia
- Meliosma dolichobotrys
- Meliosma donnellsmithii
- Meliosma dumicola
- Meliosma echeverriae
- Meliosma echeverryana
- Meliosma ellipticifolia
- Meliosma flexuosa
- Meliosma fordii
- Meliosma frondosa
- Meliosma gentryi
- Meliosma glabrata
- Meliosma glandulosa
- Meliosma glossophylla
- Meliosma gracilis
- Meliosma grandiflora
- Meliosma grandifolia
- Meliosma hartshornii
- Meliosma henryi
- Meliosma herbertii
- Meliosma hirsuta
- Meliosma idiopoda
- Meliosma impressa
- Meliosma irazuensis
- Meliosma isthmensis
- Meliosma itatiaiae
- Meliosma kirkii
- Meliosma lanceolata
- Meliosma laui
- Meliosma laxiflora
- Meliosma lepidota
- Meliosma lindae
- Meliosma linearifolia
- Meliosma littlei
- Meliosma longepedicellata
- Meliosma longipes
- Meliosma loretoyacuensis
- Meliosma martana
- Meliosma matudai
- Meliosma meridensis
- Meliosma mexicana
- Meliosma microcarpa
- Meliosma minutipetala
- Meliosma myriantha
- Meliosma nana
- Meliosma nanarum
- Meliosma nesites
- Meliosma novogranatensis
- Meliosma oaxacana
- Meliosma obtusifolia
- Meliosma occidentalis
- Meliosma ochracea
- Meliosma oldhamii
- Meliosma oligantha
- Meliosma oppositifolia
- Meliosma pakhaensis
- Meliosma palaciosii
- Meliosma pardonii
- Meliosma parviflora
- Meliosma paupera
- Meliosma petalodentata
- Meliosma peytonii
- Meliosma pinnata
- Meliosma pittieriana
- Meliosma pumila
- Meliosma recurvata
- Meliosma rhoifolia
- Meliosma rigida
- Meliosma rufo-pilosa
- Meliosma sancta
- Meliosma sarawakensis
- Meliosma schlimii
- Meliosma seleriana
- Meliosma sellowii
- Meliosma simiarum
- Meliosma simplicifolia
- Meliosma sirensis
- Meliosma solomonii
- Meliosma spathulata
- Meliosma squamulata
- Meliosma stellata
- Meliosma sterrophylla
- Meliosma subcordata
- Meliosma sumatrana
- Meliosma tachirensis
- Meliosma tenuis
- Meliosma thomsonii
- Meliosma thorelii
- Meliosma trujilloi
- Meliosma vasquezii
- Meliosma veitchiorum
- Meliosma velutina
- Meliosma venezuelensis
- Meliosma vernicosa
- Meliosma violacea
- Meliosma wurdackii
- Meliosma youngii
- Meliosma yunnanensis